# 아리 샤피로
아리 마이클 샤피로(Ari Michael 샤피로, 1978년 9월 30일~)는 미국의 언론인이다.
2015년 9월 내셔널 퍼블릭 라디오 주력 드라이브 타임 프로그램인 'All Things Considered'에서 4개의 순환 호스트 중 하나가 되었다. 그는 이전에 NPR을 위해 런던에 거주하는 백악관 특파원 및 국제 특파원으로 근무했다.

## 어린 시절과 교육
아리 샤피로가에서 태어났다. 파고, 노스 다코타, (Halpern 노나) Elayne의 아들, 대학 커뮤니케이션 교수,와 레너드 샤피로, 데이터베이스 연구원 및 대학 교사. 샤피로는 유태인이다. 8살 때 가족과 함께 오리건주 비버튼으로 이사했다. 그는 Beaverton 고등학교에 다녔다. 그는 예일 대학교에서 2000년에 영어로 학사 학위를 우등으로 졸업했다. Yale에서 그는 Mixed Company of Yale에서 노래를 불렀고 Scroll and Key 비밀결사의 일원이었다.

## 직업
샤피로는 2001년 1월 법률 업무 특파원 Nina Totenberg 의 인턴으로 NPR 경력을 시작했다. 그 임무를 받은 후 그는 'Morning Edition'에서 편집 보조 및 보조 편집으로 일했다. 애틀랜타와 마이애미에서 NPR의 지역 기자로 일하고 NPR의 법무부 특파원으로 5년 동안 근무한 샤피로는 2010년부터 백악관을 취재하기 시작했다. 2014년에 그는 런던에서 NPR의 특파원이 되었다. 2015년 7월 9일 NPR은 샤피로와 Kelly McEvers 가 Audie Cornish 와 Robert Siegel과 함께 NPR의 'All Things Considered' 프로그램의 호스트로 합류할 것이라고 발표했다.
2020년 6월 NPR은 샤피로가 '고려'라는 제목의 새로운 일일 팟캐스트를 공동 주최할 것이라고 발표했다.
2009년부터 샤피로는 밴드 핑크 마티니의 정규 게스트 가수였다. 그는 여러 언어로 노래하는 밴드의 네 장의 앨범에 출연했다. 그는 할리우드 볼에서 밴드와 함께 라이브 데뷔를 했다. 그 이후로 그는 뉴욕의 카네기 홀과 비컨 극장, 워싱턴 D.C., 케네디 센터, 파리의 올림피아, 런던의 큐 가든, 아테네의 리카베투스 극장과 같은 장소를 포함하여 자주 그들과 라이브 공연을 펼쳤다.
2019년 샤피로는 앨런 커밍과 함께 Och & Oy!라는 쇼를 위해 카바레 경력을 시작했다. 파이어 아일랜드와 프로빈스타운에서 공연을 하는 고려 카바레.

## 표창 및 수상
샤피로의 작업은 미국 변호사 협회의 Silver Gavel Award, Daniel Schorr Journalism Prize, Columbia Journalism Review 의 월계관, 미국 판사 협회의 American Gavel Award를 비롯한 저널리즘 상을 수상했다.  샤피로는 NPR 기자 최초로 특파원으로 진급했다. 30.
2010년 5월 대중문화 잡지 '페이퍼(Paper)'는 샤피로를 "아름다운 사람들(Beautiful People)"의 연례 목록에 포함시키면서 "클론이 있어야 한다. 한 사람이 그렇게 많은 재능을 갖고 동시에 많은 장소에 있을 수는 없다."라고 언급했다.
2010년 12월 MSNBC의 엔터테인먼트 웹사이트 BLTWY는 샤피로를 "2010년에 DC를 변경한 35세 미만 35명"의 "파워 리스트"에 26위에 올려 "NPR의 가장 빠르게 떠오르는 스타 중 한 명"이라고 불렀다.
2016년과 2008년에 LGBT를 주제로 한 잡지 'Out' 은 "올해의 가장 흥미롭고 영향력 있고 뉴스 가치가 있는 LGBT 사람들" 목록인 "Out 100"에 샤피로를 포함시켰다. 샤피로도에서 공개적으로 게이 미디어 전문가의 목록에 포함된 '옹호자' "마흔에서 40"문제 6월 / 2009년 7월을

## 개인 생활
2004년 2월 27일 샤피로와 오랜 남자 친구 Michael Gottlieb는 샌프란시스코 시청사에서 결혼했다. 고틀리브는 2013년부터 2015년까지 백악관 법률 고문실 '모든 것이 고려된' 첫 번째 공동 진행자인 샤피로와 Susan Stamberg는 사촌이다.

## 같이 보기
- 오리건주 포틀랜드의 LGBT 목록